# Хайнрих III фон Изенбург-Гренцау
Хайнрих III (II) фон Изенбург-Гренцау (на немски: Heinrich III (II) von Isenburg-Grensau; * ок. 1220; † 1287) е господар на Изенбург-Гренцау.

## Произход
Той е вторият син на Хайнрих II фон Изенбург († 1278) и съпругата му Мехтилд фон Хохщаден († сл. 1264), дъщеря на граф Лотар I фон Аре-Хохщаден († 1222) и Мехтилд фон Вианден († 1241/1253). Майка му е сестра на Конрад фон Хохщаден, архиепископ на Кьолн (1238 – 1261).
Изенбург-Гренцау (от 1146), се дели през 1287 г. на Изенбург-Аренфелс (до 1371), Изенбург-Клеберг.

## Фамилия
Хайнрих III се жени за Мехтилде. Те имат децата:
- Бертелина
- Лиза (* ок. 1257), омъжена за Дитрих фон Молсберг
- Мехтилд (* ок. 1267), омъжена за Герлах I фон Долендорф
- Хайнрих (* ок. 1263)
- Еберхард (* ок. 1263), господар на Изенбург-Гренцау (1286 – 1290), женен за N